# Възраст на Вселената
Възрастта на Вселената във физическата космология е времето, изминало от Големия взрив до днес. Текущите измервания на възрастта на Вселената сочат, че тя е на 13,799 ± 0,021 милиарда години в модела Ламбда-CDM. Неопределеността е сведена до 21 милиона години, уповавайки се на редица проекти, които дават изключително близки числа за възрастта. Това включва изследвания на реликтовото излъчване, измервания чрез обсерваториите Планк и WMAP и други сонди. Измерванията на реликтовото лъчение извеждат времето за охлаждане на Вселената след Големия взрив, а измерванията на скоростта на разширяване на Вселената могат да се използват за изчисляване на приблизителната ѝ възраст чрез екстраполация назад във времето.

## Общ преглед
Моделът Ламбда-CDM описва еволюцията на Вселената от много равномерен, горещ и плътен първичен етап до днешния ѝ етап в диапазон от 13,8 милиарда години космологично време. Този модел е добре разбран теоретично и силно поддържан от скорошните високо прецизни астрономически наблюдения, като например тези от WMAP. В контраст на това, теориите относно произхода на първичния етап остават все още много спекулативни. Ако моделът Ламбда-CDM се екстраполира още назад от най-ранния добре разбран етап, той бързо (за малка част от секундата) достига сингулярност. Това е познато като „първоначална сингулярност“ или „сингулярност на Големия взрив“. Тази сингулярност няма физическо значение в стандартния смисъл, но е удобно да се говори за време, измерено „след Големия взрив“, макар то да не съответства на физически измеримо време. Например, „10−6 секунди след Големия взрив“ е добре определена ера в еволюцията на Вселената. Ако се говори за същата ера, но като „13,8 милиарда години минус 10−6 секунди“, точността на значението се губи, тъй като миниатюрният втори интервал се засенчва от неопределеността на първия.
Макар да е възможно на теория Вселената да има по-дълга история, Международният астрономически съюз към днешна дата използва термина „възраст на Вселената“ за обозначаване на периода на Ламбда-CDM разширяване, тоест времето, изминало след Големия взрив в текущата видима Вселена.

## Граници
Тъй като Вселената трябва да е поне толкова стара, колкото най-старите неща в нея, съществуват редица наблюдения, които поставят най-долна граница на възрастта на Вселената. Това включва температурата на най-студените бели джуджета, които постепенно се охлаждат с времето, както и най-бледата точка на отклонение на звездите от главна последователност в купове (звездите с малка маса прекарват повече време в главната последователност, така че звездите с малка маса, които са се отклонили от главната последователност, поставят долна граница).

## Космологични параметри
Проблемът с определянето на възрастта на Вселената е тясно свързан с проблема с определянето на стойностите на космологичните параметри. В днешно време това се извършва основно в контекста на модела Ламбда-CDM, в който Вселената се счита, че съдържа нормална (барионна) материя, студена тъмна материя, излъчване (включително фотони и неутрино) и космологична константа. Частичният принос на всяко към текущата енергийна плътност на Вселената се представя чрез параметри за плътност Ωm, Ωr и ΩΛ. Пълният ΛCDM модел се описва от редица други параметри, но за изчисляване на възрастта тези три, заедно с константата на Хъбъл {\displaystyle H_{0}}, са от най-голямо значение.
Ако са налични точни измервания на тези параметри, тогава възрастта на Вселената може да бъде определена, използвайки уравнението на Фридман. Това уравнение се отнася за скоростта на промяна на космологичния мащабен фактор a(t) спрямо съдържанието на материя във Вселената. Чрез тази връзка може да се изчисли промяната във времето за промяната на мащабния фактор и следователно да се изчисли общата възраст на Вселената чрез интегриране. Възрастта t0 се извежда чрез израза:
{\displaystyle t_{0}={\frac {1}{H_{0}}}F(\Omega _{r},\Omega _{m},\Omega _{\Lambda },\dots )}
където {\displaystyle H_{0}} е константата на Хъбъл, а функцията F зависи само от частичния принос към съдържанието на енергия във Вселената, което идва от различни компоненти. Първото наблюдение, което може да се направи от тази формула, е, че именно константата на Хъбъл контролира възрастта на Вселената, с корекция, произтичаща от материята и енергийното съдържание. Така че груба оценка на възрастта на Вселената идва от времето на Хъбъл, обратно на константата на Хъбъл. Със стойност за {\displaystyle H_{0}} от около 68 km/s/Mpc, времето на Хъбъл се равнява на {\displaystyle 1/H_{0}} = 14,4 милиарда години.
За да се получи по-точно число, коригиращият коефициент F трябва да бъде изчислен. По принцип това трябва да бъде направено числено, а резултатите за редица стойности на космологичния параметър са показани на фигурата вдясно. За стойностите на Планк (Ωm, ΩΛ) = (0,3086, 0,6914), показани в кутийката в горния ляв ъгъл на фигурата, този коригиращ коефициент е около F = 0,956. За плоска Вселена без никаква космологична константа, показана със звезда в долния десен ъгъл, F = Шаблон:Frac е много по-малък и следователно Вселената е по-млада за фиксирана стойност на константата на Хъбъл. За да се направи тази фигура, Ωr се поддържа константа (приблизително еквивалентно на поддържането на температурата на реликтовото излъчване постоянна) и параметърът на плътност на кривината се фиксира по стойността на другите три.
Освен сателита Планк, Микровълновата анизотропна сонда Уилкинсън (на английски: Wilkinson Microwave Anisotropy Probe; WAMP) също е ключова при установяването на точната възраст на Вселаната, макар да трябва да се разгърнат допълнителни изчисления, за да се получи точно число. Измерванията на реликтовото лъчение са много добри при ограничаване на съдържанието на материята Ωm и параметъра на кривина Ωk. Те не са толкова чувствително пряко за ΩΛ, отчасти защото космологичната константа става важна само при малко червено отместване. Най-точните определения на константата на Хъбъл H0 идват от свръхнови тип Ia. Комбинирането на тези измервания води до широко възприеманата стойност за възраст на Вселената.
Космологичната константа прави Вселената по-стара за фиксирани стойности на другите параметри. Това е важно, тъй като преди космологичната константа да стане широко приета, моделът на Големия взрив среща трудности при обясняването защо кълбовидните звездни купове в Млечния път изглеждат по-стари от възрастта на Вселената при изчисления с константа на Хъбъл и Вселена само с материя. Въвеждането на космологичната константа, позволява на Вселената да бъде по-стара от тези купове, а също обяснява и други черти, които космологичният модел, включващ само материя, не може.

## История
През 18 век идеята, че възрастта на Земята е милиони, ако не и милиарди, години започва да се появява. Обаче, повечето учени от 19 век и началото на 20 век предполагат, че Вселената е стационарна и вечна, като само звездите се появяват и изчезват, но без настъпващи промени в най-голям мащаб.
Първите научни теории, сочещи, че възрастта на Вселената може би е крайна, са изследванията в областта на термодинамиката, които се формализират в средата на 19 век. Концепцията на ентропията диктува, че ако Вселената (или коя да е друга затворена система) е безкрайно стара, тогава всичко в нея би било с една и съща температура, от което следва, че не биха съществували звезди и живот. По това време не е представено научно обяснение за това противоречие.
През 1915 г. Алберт Айнщайн публикува Общата теория на относителността, а през 1917 г. построява първия космологичен модел, основаващ се на теорията му. За да остане последователен със стационарната Вселена, Айнщайн добавя космологична константа към уравненията си. Обаче, още през 1922 г., използвайки теорията на Айнщайн, Александър Фридман (пет години по-късно и Жорж Льометър) доказва, че Вселената не може да е стационарна и трябва или да се разширява или да се свива. Моделът на Айнщайн, включващ стационарна Вселена, впоследствие е доказан за нестабилен от Артър Едингтън.
Първата пряка следа, че Вселената може да има крайна възраст, идва от наблюденията върху „скоростта на отдалечаване“, най-вече от Весто Слайфър, и върху разстоянията до галактиките от Едуин Хъбъл. По-рано през 20 век Хъбъл и други изследват индивидуални звезди в „мъглявини“, като по този начин определят, че те всъщност са галактики, подобни на нашия Млечен път. Освен това тези галактики са много големи и много отдалечени. Спектърът, снет от тези далечни галактики, показва червено отместване на спектралните линии, което предположително се причинява от Доплеровия ефект, като по този начин се загатва, че галактиките се отдалечават от Земята. Колкото по-далече изглеждат галактиките, толкова по-голямо е тяхното червено отместване и следователно изглеждат, че се отдалечават по-бързо. Това е първото пряко доказателство, че Вселената не е статична, а се разширява. Първата оценка за възрастта ѝ идва от изчисляването на момента, в който всички обекти би следвало да са започнали да се отдалечават навън от една и съща точка. Първоначалната стойност на Хъбъл за възрастта на Вселената е доста ниска, тъй като по това време се счита, че галактиките са по-близко, отколкото показват по-късните наблюдения.
Първото относително точно измерване на скоростта на разширяване на Вселената, числена стойност, позната под името константа на Хъбъл, е направено през 1958 г. от астронома Алан Сандидж. Стойността, измерена от него за константата на Хъбъл, е много близка до стойността, която е широко приета днес.
Обаче, Сандидж, както Айнщайн, не вярва на собствените си резултати по време на откриването им. Стойността му за възраст на Вселената е твърде малка, за да е съвместима с най-старите познати звезди по това време, които са на 25 милиарда години. Сандидж и други астрономи повтарят измерванията си няколко пъти, опитвайки се да намалят константата на Хъбъл и следователно да увеличат получаваната възраст на Вселената. Сандидж дори предлага нови теории по космогония, за да може да обясни разминаването. Този проблем най-накрая е разрешен чрез подобряването на теоретичните модели, които се използват за оценяване на възрастта на звездите. Към 2013 г., използвайки последните модели на звездната еволюция, оценената възраст на най-старата звезда е 14,46 ± 0,8 милиарда години.
Откритието на реликтовото излъчване, известено през 1965 г., най-накрая слага край на останалата научна несигурност относно разширението на Вселената. То е случаен резултат от работата на два екипа, намиращи се на по-малко от 100 km един от друг. През 1964 г. Арно Пензиас и Робърт Удроу Уилсън се опитват да засекат ехотата на радиовълни чрез свръхмасивна антена. Антената постоянно засича слаб, равномерен и мистериозен шум в микровълновия диапазон, който е равно разпределен по небето и присъства както през деня, така и през нощта. След като провеждат няколко опита, достигат до извод, че сигналът не идва от нашата галактика, а от извън нея, макар и да не могат да го обяснят. По същото време, друг екип, съставен от Робърт Дик, Джим Пийбълс и Дейвид Уилкинсън, се опитват да засекат слабият шум, който вероятно е останал след Големия взрив и да докажат, че теорията на Големия взрив е вярна. Двата екипа осъзнават, че засичаният шум, всъщност, е лъчение, което е останало от Големия взрив, а това е ключово доказателство, че теорията е вярна. От тогава още много доказателства са подсилили и потвърдили това заключение, като по този начин се прецизира оценката за възрастта на Вселената.
Космическите сонди WMAP (изстреляна през 2001 г.) и Планк (изстреляна през 2009 г.) произвеждат данни, които спомагат за определяне на константата на Хъбъл и възрастта на Вселената, независимо от разстоянията до галактиките, като по този начин се премахва най-големия източник на неточности.